# Ken Weatherwax
Ken Weatherwax (Los Ángeles, California, 29 de septiembre de 1955-West Hills, California, 7 de diciembre de 2014) fue un actor estadounidense. Conocido por trabajar en la serie de televisión The Addams Family, donde hizo el papel de Pugsley Addams (Pericles Addams en Latinoamérica) entre 1964 y 1966.

## Biografía
Su tía era la actriz, cantante y bailarina Ruby Keeler (1909-1993). Su hermano es Joey D. Vieira ―también conocido como Donald Keeler―, que representó a Porky en las primeras 3 temporadas (1954-1956) de la serie de televisión Lassie.
Después de que se canceló La familia Addams, a Ken le resultó difícil conseguir trabajo en Hollywood (un hecho común para los niños actores). Su corta carrera actoral le afectó en su regreso al sistema de escuelas públicas, donde era víctima de acoso escolar, por lo que tuvo que cambiar de escuela a menudo.[cita requerida]
A los 17 años, entró en el Ejército, junto con su único amigo de la infancia, Adam Knowles.[cita requerida] Posteriormente, Ken hizo apariciones en convenciones y ofreció sus servicios para papeles de actuación. Trabajó tras las cámaras como técnico en estudios de grabación y como escenógrafo entre 1992 y 2002.
Falleció el 7 de diciembre de 2014 de un ataque al corazón.

## Filmografía
- 1964-1966: The Addams Family, como Pugsley Addams.
- 1973: The Addams Family, como Pugsley Addams (voz).
- 1977: Halloween with the New Addams Family, como Pugsley Sr.